# Kyle Trask
Kyle Jacob Trask (Manvel, 6 marzo 1998) è un giocatore di football americano statunitense che milita nel ruolo di quarterback per i Tampa Bay Buccaneers della National Football League (NFL).

## Carriera universitaria
Trask al college giocò a football a Florida dal 2016 al 2020. Nell'ultima stagione batté il record dell'istituto di Danny Wuerffel del 1996 per yard passate in una stagione, fu finalista dell'Heisman Trophy e fu inserito nella seconda formazione ideale della Southeastern Conference.

## Carriera professionistica
Trask fu scelto nel corso del secondo giro (64º assoluto) Draft NFL 2021 dai Tampa Bay Buccaneers. Nella prima stagione fu la riserva del veterano Tom Brady, senza scendere mai in campo. Debuttò nella NFL nell'ultima partita della stagione 2022 persa contro gli Atlanta Falcons in cui completò 3 passaggi su 9 tentativi per 23 yard da subentrato.

## Vita privata
Il nome di battesimo di Trask deriva dallo stadio di football della Texas A&M University, il Kyle Field. Il nonno, Orville Trask, fu un defensive tackle e capitano degli Houston Oilers che vinsero i campionati 1960 e 1961 dell'American Football League.